# Lopidea pteleae
Lopidea pteleae är en insektsart som beskrevs av Knight och Schaffner 1968. Lopidea pteleae ingår i släktet Lopidea och familjen ängsskinnbaggar. Inga underarter finns listade i Catalogue of Life.